# Ochtheosus
Ochtheosus är ett släkte av skalbaggar. Ochtheosus ingår i familjen vattenbrynsbaggar.
Kladogram enligt Catalogue of Life:
| Ochtheosus | \| \| Ochtheosus franzi \| \| \| \| \| \| Ochtheosus fungicolus \| \| \| \| |
|            | \| \| Ochtheosus franzi \| \| \| \| \| \| Ochtheosus fungicolus \| \| \| \| |
|            | Ochtheosus franzi                                                           |
|            |                                                                             |
|            | Ochtheosus fungicolus                                                       |
|            |                                                                             |